# Osladić
Osladić (en serbe cyrillique : Осладић) est un village de Serbie situé dans la municipalité de Valjevo, district de Kolubara. Au recensement de 2011, il comptait 445 habitants.

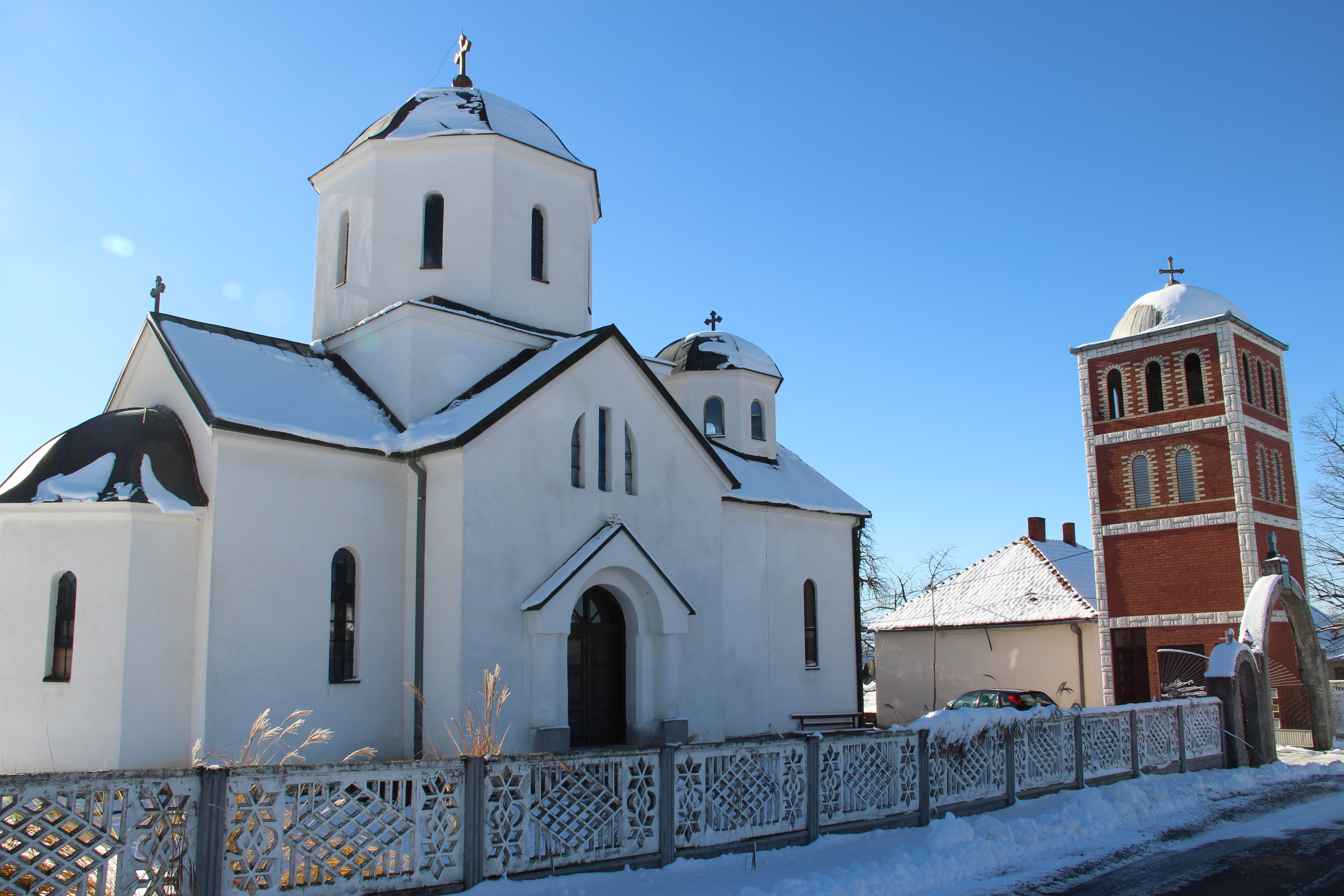
Osladić - eglese
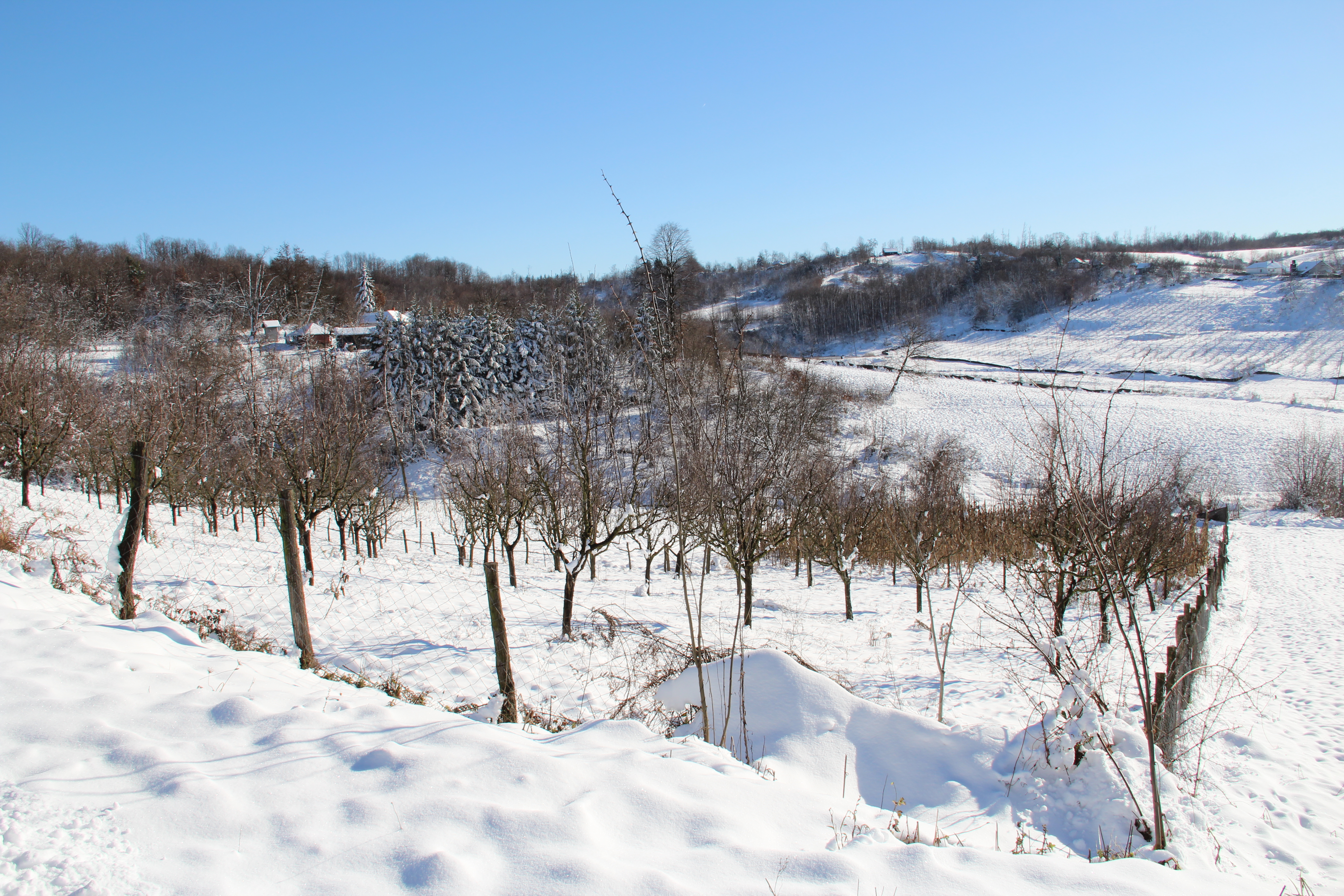
Osladić - panorama
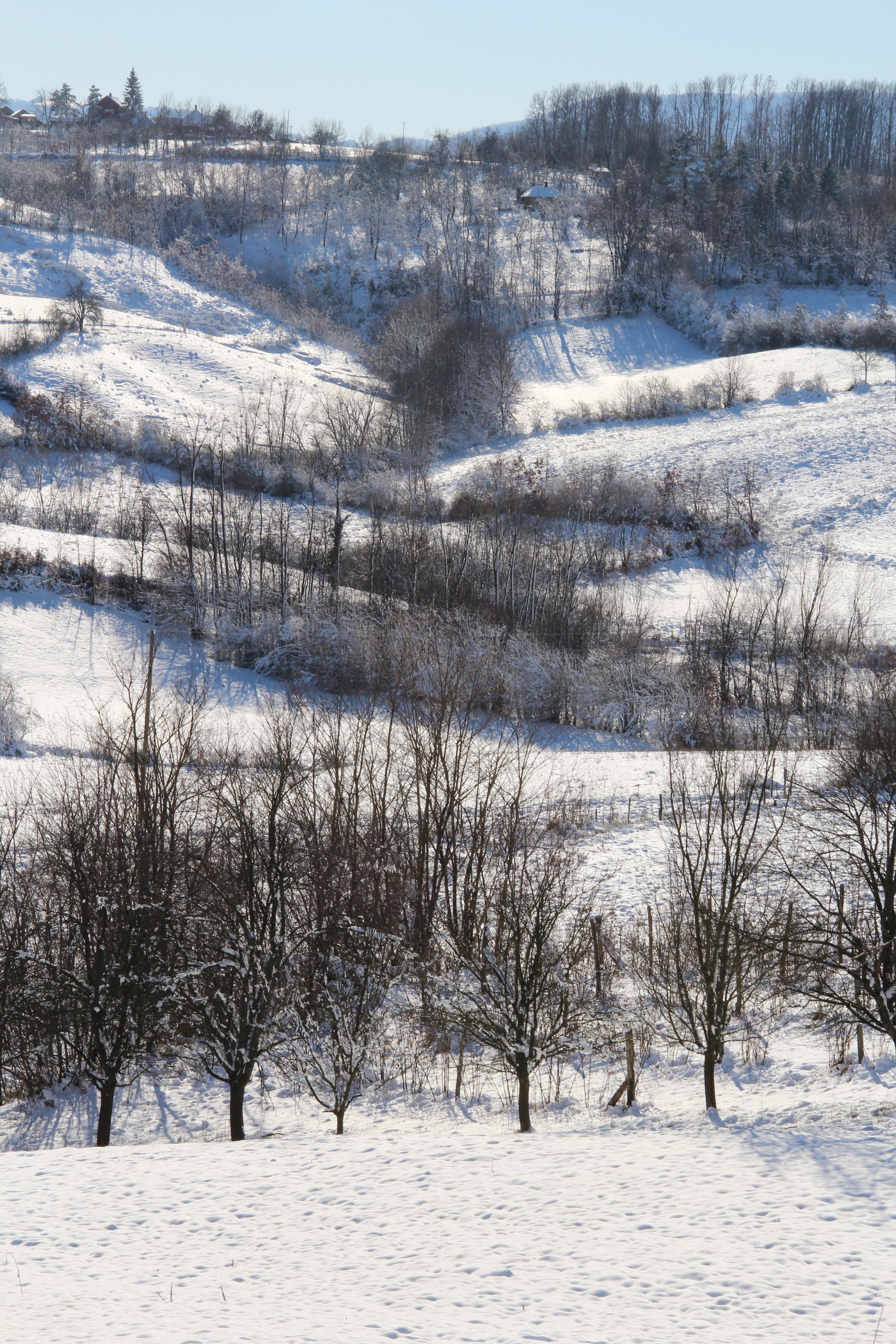
Osladić - panorama
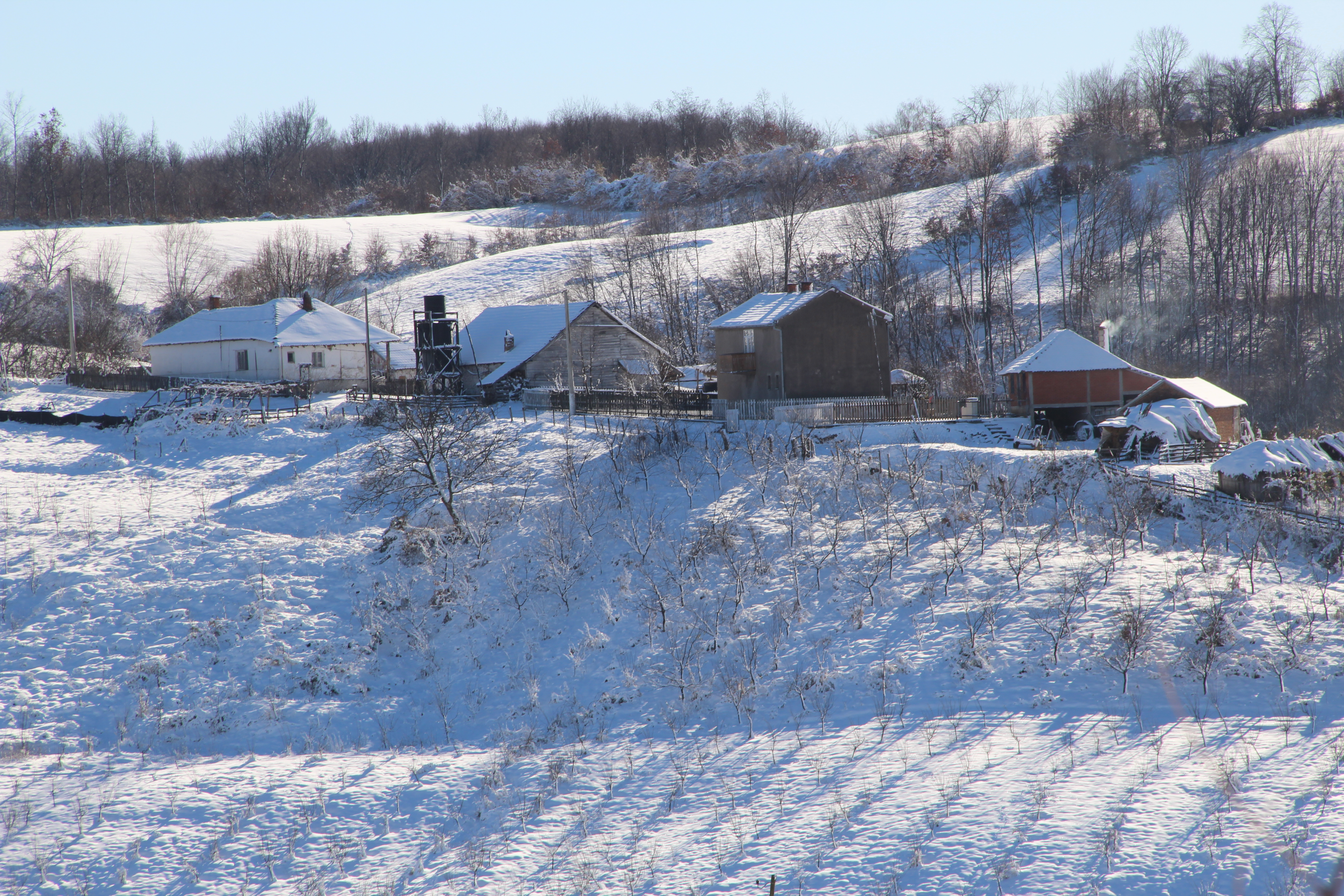
Osladić - panorama
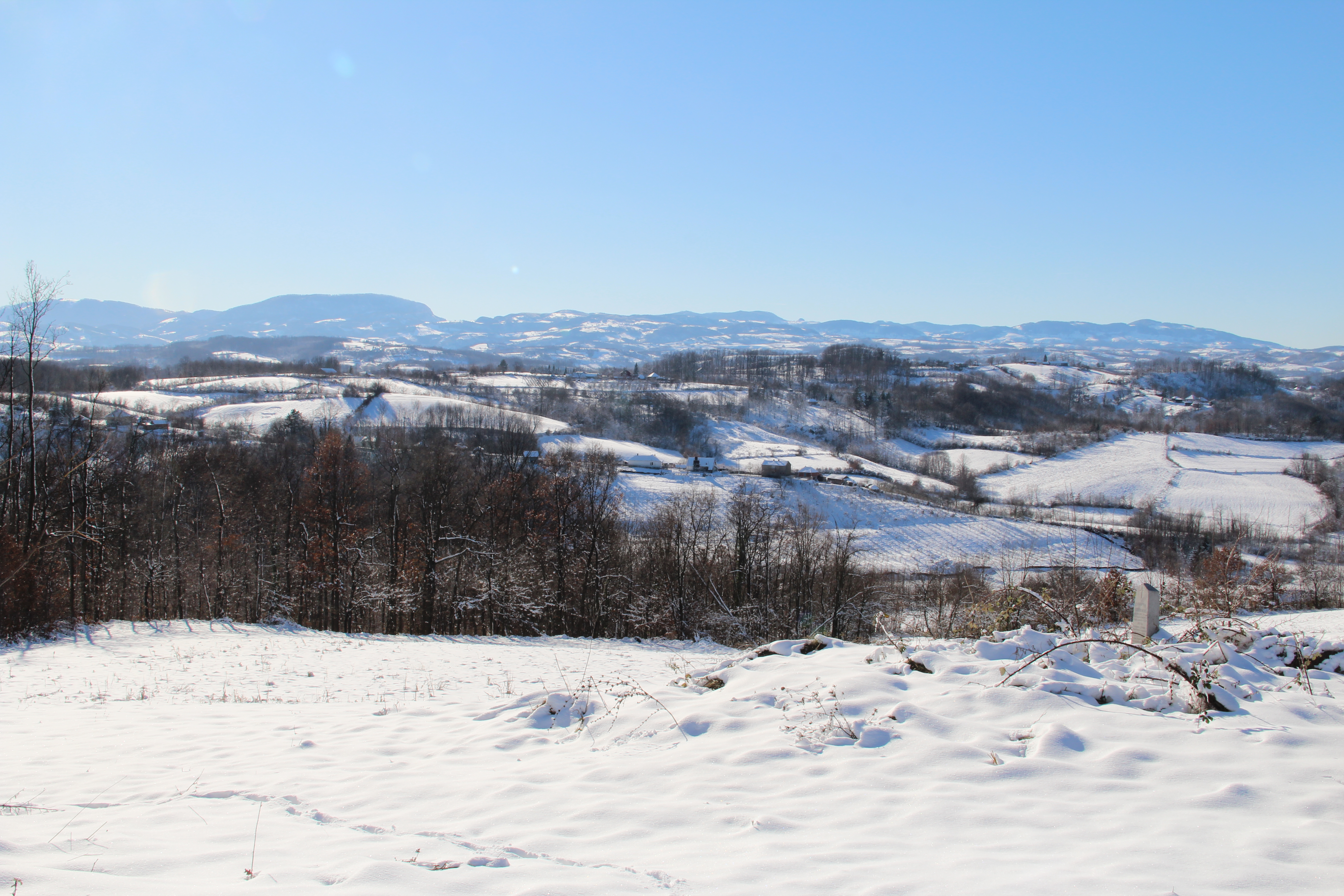
Osladić - panorama
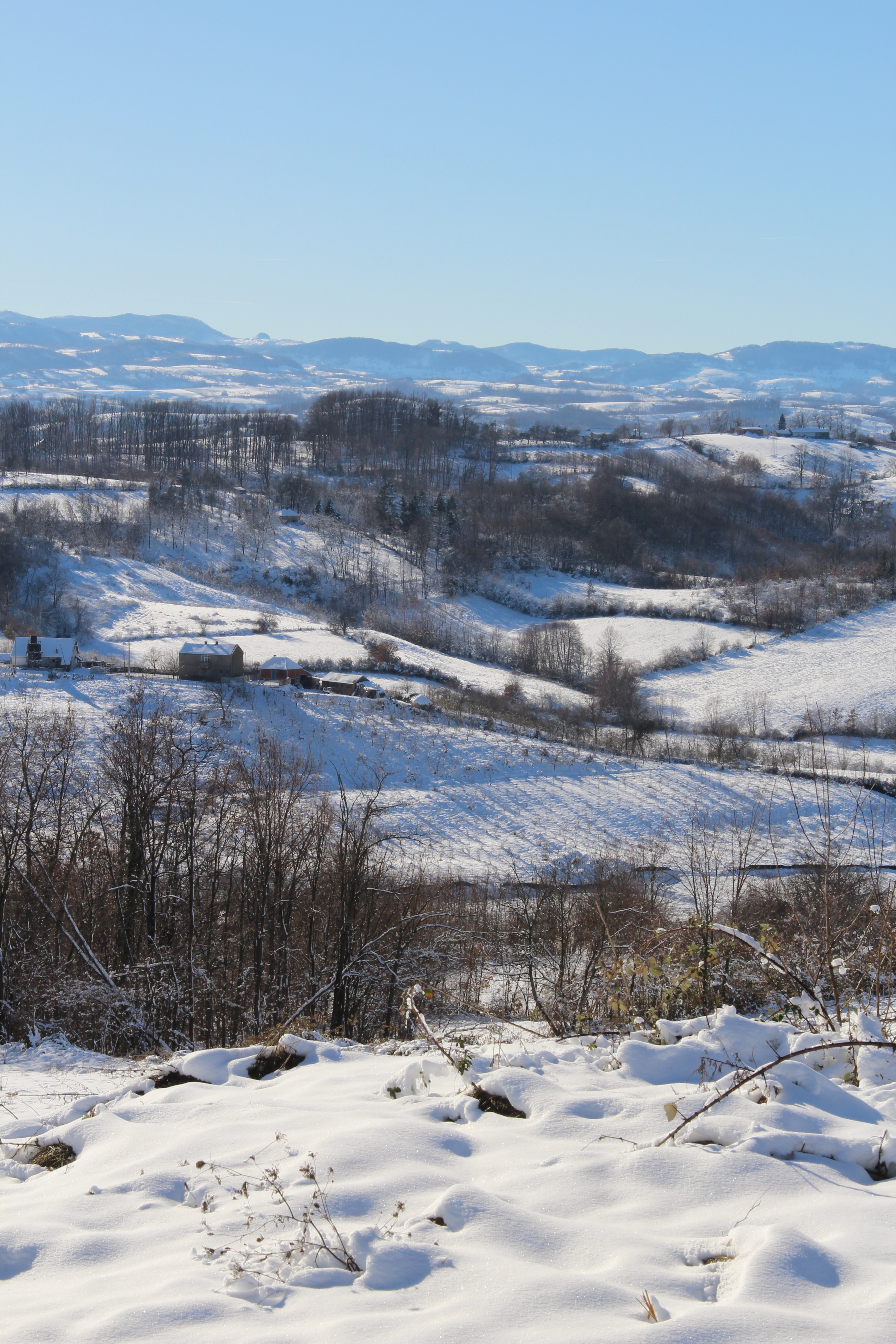
Osladić - panorama
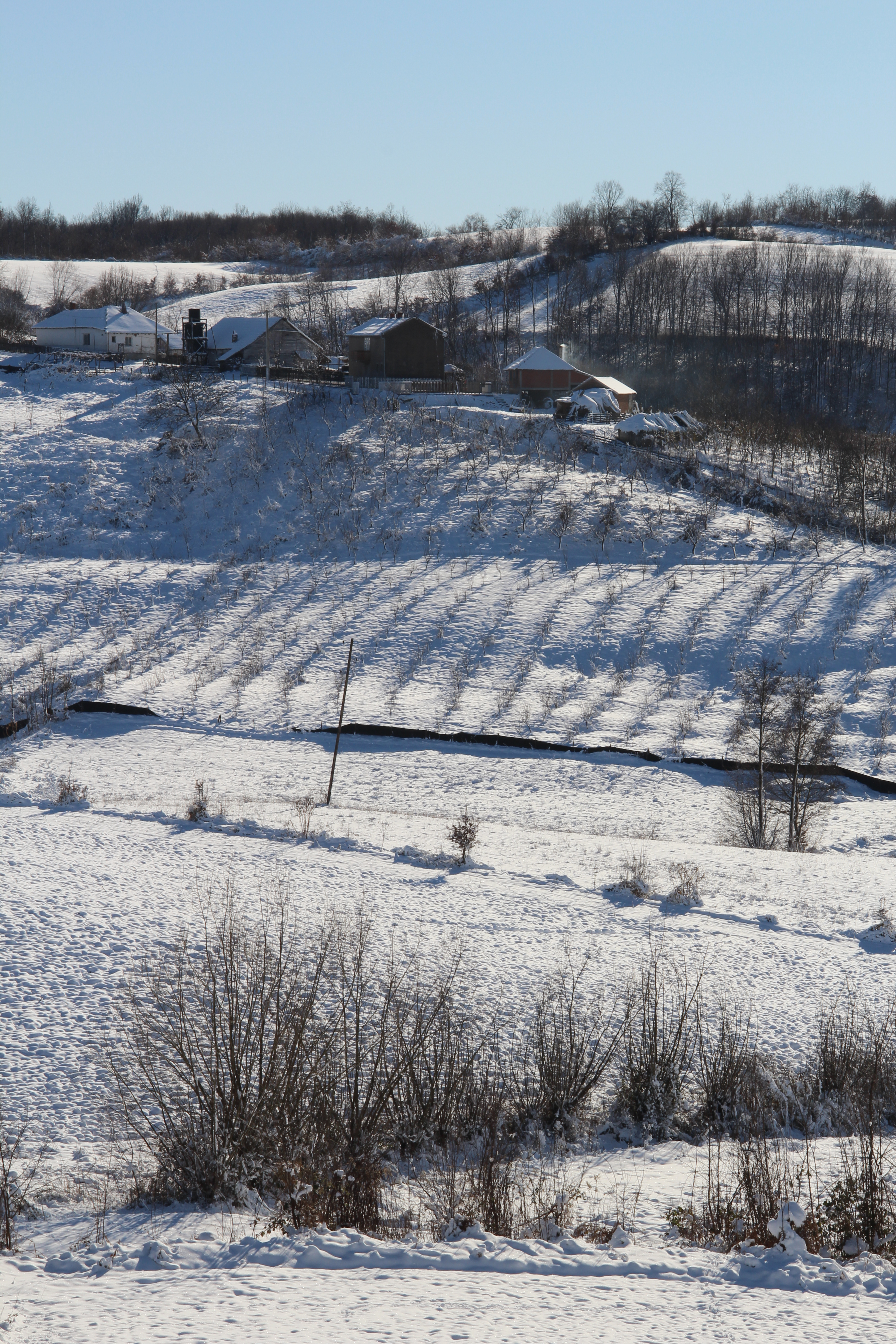
Osladić - panorama
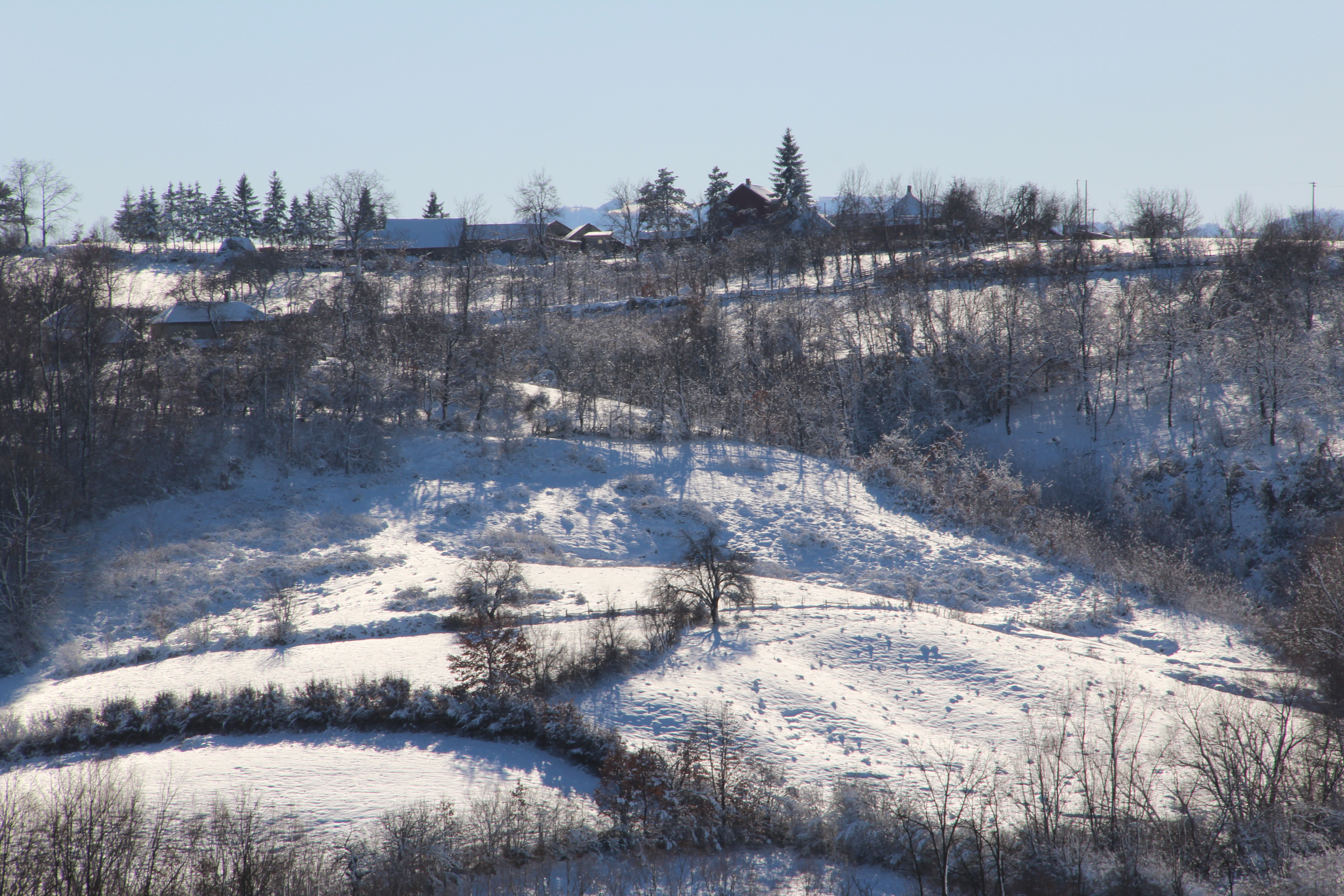
Osladić - panorama

## Démographie

### Évolution historique de la population
| 1948  | 1953  | 1961  | 1971  | 1981 | 1991 | 2002 | 2011 |
| ----- | ----- | ----- | ----- | ---- | ---- | ---- | ---- |
| 1 401 | 1 425 | 1 272 | 1 091 | 922  | 727  | 592  | 445  |

|  |